# Shama Ahanta East Metropolitan District
Shama Ahanta East Metropolitan District är ett distrikt i Ghana.   Det ligger i regionen Västra regionen, i den södra delen av landet, 190 km väster om huvudstaden Accra.